# Rudo kormila
Rudo kormila (u žargonu argutla ili argola, jargutla, jagluta)  drvena je poluga koja služi da se njom zakreće kormilo na manjim brodovima i brodicama. Kao takva argutla predstavlja prvo rješenje koje je omogućilo izgradnju većih brodova i upravljanje njima.
Argutlu spominju mnogi pjesnici i književnici, a možemo je naći i u Juditi Marka Marulića:
"Svi se pristrašiše, kako komu gavun  / vali zbiv, odniše argutlu i tamun; / dimajući garbun jidrom paha, huhće, / miša s morem salbun, on od straha drhće."